# Житниковське
Жи́тниковське (рос. Житниковское) — село у складі Каргапольського району Курганської області, Росія. Входить до складу Чашинської сільської ради.
Населення — 742 особи (2010, 854 у 2002).
Національний склад населення станом на 2002 рік: росіяни — 95 %.